# Terajoule
Para ajudar a comparar diferentes ordens de magnitude, nós listamos aqui energias entre 1012 joules (equivalente a um terajoule, de símbolo TJ) e 1013 joules.
- Energias mais fracas
- 3,6 × 1012 J = 3,6 TJ – 1.000.000 kW·h, 1 GW·h or 0,001 TW·h
- 4,184 × 1012 J = 4,184 TJ – energia liberada por uma explosão de 1 kiloton de TNT
- Energias mais fortes